# Дмоховські
Дмоховські (пол. Dmochowski) — шляхетський, а пізніше також священницький рід.

## Походження
Рід походить з Мазовії, звідки його предок Маркіан Дмоховський переселився в Литву. Пізніше рід рогалужився на сім гілок; одна з яких почала іменуватись Монвід-Дмоховські, а інша Бомболь-Дмоховські.
В Російській імперії рід Дмоховських був внесений I, II та VI частини родословної книги Віленської, Гродненської, Калузької, Мінської, Подільської та Тульської губерній.
В Австро-Угорщині рід був віднесений до шляхетства Королівства Галіції та Лодомерії.

## Родова схема
- о. Теофіль Дмоховський (*1839 — †1892)[3] ∞ Наталія Волощакевич (*? — †?)[4]
  - Євгенія (*1870 — †?) ∞ д-р. Володимир Антоневич (*? — †1918) ∞ Ярослав Вінцковський (*1880 — †1958)[5][6]
  - Степан (*1875 — †1959) ∞ Теодора Подлуська гербу Сас (*? — †?)[7]
    - Теодора-Мирослава (*1912 — †1980)[8] ∞ Володимир Левицький (*1911— †2006)[9]
    - Стефанія (*09/08/1914 — †20/03/2011) ∞ д-р. Роман Барановський (*1905 — †2006)